# Elliptera coloradensis
Elliptera coloradensis là một loài ruồi trong họ Limoniidae. Chúng phân bố ở miền Tân bắc.